# Leandria momordicae
Leandria momordicae är en svampart som beskrevs av Rangel 1915. Leandria momordicae ingår i släktet Leandria, divisionen sporsäcksvampar och riket svampar.   Inga underarter finns listade i Catalogue of Life.